# 董浜镇
董浜镇，是中华人民共和国江苏省苏州市常熟市下辖的乡镇级行政单位。

## 行政区划
董浜镇下辖以下地区：
董浜社区、徐市市镇社区、观智村、红沙村、天星村、新民村、永安村、杜桥村、陆市村、智林村、旗杆村、东盾村、北港村、黄石村、里睦村和杨塘村。